# Реставрация памятников живописи
Реставрация памятников живописи — это система мероприятий, целью которых является консервация и последующие меры по восстановлению произведений живописи таким образом, чтобы они как можно больше соответствовали задумке автора и периоду своего создания, исключая какое-либо творческое вмешательство со стороны реставратора.

## История реставрации живописи
Принято считать, что «реставрация» получила  статус научной дисциплины в первой половине XX века. В предшествующие столетия поновления выполнялись художниками традиционными методами, с применением традиционных материалов. Нередко облик памятников значительно менялся под влиянием личного восприятия художника или модных веяний времени.

### История реставрации живописи в Европе и США
В 1625 году была произведена одна из первых детально задокументированных реставраций фресок Сикстинской капеллы. Реставрацию проводил позолотчик Симоне Ладжи. Методика Ладжи заключалась в протирании потолка льняными тряпками. Расчистки провожились при помощи хлебного мякиша, который применяли в качестве абразивной поверхности. Время от времени прибегали к смачиванию хлеба для удаления стойких загрязнений.
В 1726 году началась первая зарегистрированная попытка реставрации «Тайной вечери» Леонардо Да Винчи. Монахини монастыря Санта-Мария-делле-Грацие в Милане наняли художника Микеланджело Беллотти для работы над картиной. Замазав трещины и отслаивающиеся участки новой темперной краской, Беллотти покрыл картину слоем масла. Из-за этого большая часть оригинальной краски была скрыта под его реставрацией, и Беллотти назвали «человеком, которому очень не хватало навыков и знаний».
В 1729 году Доменико Микелини в Венеции впервые провёл реставрацию картины Тициана. В последующие годы профессия реставратора стала более заметной. В XVIII веке реставрация картин стала отдельной профессией во Франции.
С 1735 по 1820 год в специально созданной мастерской осуществлялась реставрация множества значительных картин из коллекции Испанской Короны, пострадавших в пожаре в 1734 году.
В XVIII веке появились первые публикации, посвященные морально-этической составляющей реставрационного вмешательства. В 1777 и 1785 годах Пьетро Эдвардс, директор по реставрации общественных картинных галерей Венеции и Риальто, опубликовал статьи об основных принципах профилактической консервации, недостатках некоторых традиционных материалов, которыми пользовались художники, уважении к первоначальному замыслу художника и обратимости материалов.
В 1850 году, в Нью-Йорке была основана первая в США компания по реставрации произведений искусства — «Smithsonian Institution» братьев Оливер.
В 1863 году Макс Петтенкофер запатентовал метод «регенерации» лаковых покрытий с помощью воздействия паров этанола.
На протяжении 70-х годов XIX века  Луи Пастер проводил  исследования свойств красок, а так же разрабатывал метожы оптической кристаллографии.
В 1888 году Фридрих Ратген  стал первым химиком на постоянной музейной должности при Королевских музеях Берлина (Königlichen Museen in Berlin). При нем была открыта первая музейная лаборатория, разработаны методики хранения музейных коллекций. В 1898 году им был выпущен сборник рекомендаций по содержанию и уходу за музейными предметами  «Справочник по консервации».
В первой половине XX века профессия реставратора получила официальный статус в Соединённом Королевстве. В 1924 году химик Гарольд Плендерлейт был назначен сотрудником исследовательской лаборатории при Британском Музее по назначению от Департамента научных и промышленных исследований.
В 1920-х годах Джордж Т. Оливер из компании «Oliver Brothers Fine Art Restoration» в Бостоне изобрёл первый в мире вакуумный стол для реставрации картин. Патент на изобретение был получен в 1937 году.
В 1928 году директором Художественного музея Фогга Эдвардом У. Форбсом была основана первая в Америке музейная лаборатория.
В 1937 году в Мюнхене был основан Государственный институт технических испытаний и исследований в области живописи — «Doerner Institute».
В ноябре 1946 года в Лувре был организован Международный совет музеев (ICOM) — неправительственная организация, состоящая из национальных комитетов в различных странах-участницах и созданная с целью развития международного сотрудничества между музеями. В 1969 году было положено начало регулярным заседаниям совета,проводимым каждые 3 года.
В 1955 году впервые применено вакуумное давления для горячего стола. Пять лет спустя, в 1960 году технология была доработана Джеком Уиллардом в Великобритании.
В 1959 году под руководством Гарольда Плендерлейта начал свою работу Римский центр по изучению сохранения и реставрации культурных ценностей. (С 1978 года — ICCROM). В настоящее время насчитывает 129 государств-членов.Занимается публикацией руководств, обширную библиотеку по консервации и международные учебные программы.
В 1964 году был принят международный документ, закрепляющий профессиональные стандарты в области охраны и реставрации материального наследия — Венецианская хартия.
В 1976 году был соснован Исследовательский центр материалов для художников и реставраторов при университете Карнеги-Меллона, директор — доктор Роберт Л. Феллер. На данный момент носит название: «Исследовательский центр по сохранению произведений искусства».

### История реставрации живописи в России

#### XVIII — XIX вв.
Началом реставрационной деятельности в России многие историки считают 1743 год, когда в Санкт-Петербург по приглашению императрицы Елизаветы Петровны прибыло два художника – Георг Христофор Гроот и Лукас Конрад Пфандцельт.
В период с 1743 по 1780 год Лукас Конрад Пфандцельт стал первым реставратором на российской земле и его имя связано с возникновением технической реставрации масляной живописи в Эрмитаже. Его работа по перенесению живописи с одной основы на другую оказала значительное влияние на развитие русской реставрации.
Семен Федорович Щедрин, живший с 1745 по 1804 год, стал первым русским художником, который в XVIII веке овладел искусством реставрации станковой масляной живописи.
В первой четверти XIX века в Эрмитаже начинает функционировать первая в России реставрационная мастерская, которая разделяла реставиационные процессы на два этапа: «механическую» и «художественную» реставрацию. Эта мастерская стала основой для дальнейшего развития реставраторской школы. Основная заслуга в создании методики технической реставрации в России принадлежит Андрею Филипповичу Митрохину, который на протяжении сорока лет руководил технической реставрацией в Эрмитаже.
Митрохин сумел освоить и разработать методику переноса живописи с одной основы на другую, а также ввел в российскую практику использования дублировочных подрамников. Кроме того, он стал первым, кто внедрил в России операцию по укреплению основы — «паркетаж». Все операции, разработанные им, касаются исключительно укрепления живописной основы.
В XIX веке ещё не существовало методики для укрепления верхних слоев живописи с помощью клеевых составов различной концентрации, не существовало методик сложного укрепления грунта и красочного слоя. В связи с этим, единственным способом укрепления живописного слоя можно было считать профилактическую заклейку лицевой стороны произведения слоями «голландской» бумаги.
Некоторые картины, которые реставрировал Андрей Филиппович Митрохин:
- Отцелюбие римлянки», «Вакх», «Пир у Симона Фарисея» Рубенса
- «Поклонение волхвов» Гуго ван дер Гуса
- «Святое семейство» Гарофало
- «Христос и блудница» Лукаса Кранаха Младшего
- «Автопортрет» Джузеппе Мария Креспи

С 1846 года  руководителем технической реставрации в Эрмитаже стал Ф. Табунцов. В течение пятнадцати лет, пока он возглавлял мастерскую Эрмитажа, ему удалось перевести 176 картин на новую основу.
К тому моменту, когда было принято решение о сокращении штата Эрмитажа, в музее Академии искусств появился первый постоянный художник-реставратор. В январе 1861 года эту должность занял художник Петр Кириллович Соколов, который стал основным реставратором Академии на протяжении всей второй половины XIX века. В своей работе Соколов проводил как технические, так и художественные операции, в основном сосредоточенные на произведениях русской художественной школы.

#### До 1917 года
В России научная реставрация, как система знаний и методик, начала складываться на рубеже XIX — XX веков.
В 1898 году был открыт Русский музей. Ввиду отсутствия собственных музейных мастерских администрация прибегала к услугам реставраторов других собраний (реставратор масляной живописи Эрмитажа И. И. Васильев, художник-реставратор А. Я. Боравский).
Одной из вех в истории реставрации в России является Всероссийский съезд художников 1911 — 1912 гг. С декабря 1911 по январь 1912 года были сформулированы три основных методологических положения:
  •  Традиционная (радикальная) точка зрения. 
В соответствии с традиционным взглядом на реставрацию живописи, главным свойством памятника является его пригодность к экспонированию, что зачастую приводило к беспорядочным «поновлениям», переносу живописи на новую основу, удалению записей, имеющих самостоятельную историко-культурную ценность. Не редко, реставраторы, придерживавшиеся данной точки зрения, прибегали к экспериментам с новыми материалами, скрывая от своих коллег рецептуру и методики, что приводило к конфликтным ситуациям. Примером может послужить доклад А. А. Мутти на Всероссийском съезде художников 1911 — 1912 гг.
  •  Реставрационная точка зрения была представлена в докладах Б. Ф. Богословского. Представленное им видение было прорывным для своего времени и обращало внимание на необходимость индивидуального подхода по отношению к каждому отдельному элементу и фрагменту памятника. Тем не менее, н. первый план по-прежнему ставилась художественная реставрация. Так же, им было выдвинуто предложение об открытии специализированных реставрационных учебных заведений, которое нашло широкую поддержку.
  •  Методологическая концепция, впервые озвученная А. Ф. Афанасьевым на Всероссийском съезде художников 1911 — 1912 гг., провозглашала:
«... Реставрация есть помощь, но чаще всего она является злом...»
Согласно новой точке зрения, консервация должна главенствовать над реставрацией. В поддержку приведённого утверждения были приведены многочисленные примеры неудачных «поновлений», нанесших непоправимый ущерб памятникам живописи. Предлагалось разработать и стандартизировать терминологию и инструкции по порядку проведения реставрационных мероприятий.
Съезд оказал огромное влияние на образ мысли художников-реставраторов, привёл к появлению ряда специализированных изданий, мастерских и учебных заведений, положил начало организации научной реставрации в России.

#### После 1917 года
После Октябрьского переворота 1917 года памятники имевшие историческую и культурную ценность были провозглашены «общественной» собственностью, звучали лозунги и издавались документы номинально направленные на охрану произведений искусства, однако на практике начался  период активного разграбления народного достояния России, гонений против церкви и представителей интеллигенции, в частности реставраторов.
В ноябре 1917 г. Петроградский Исполнительный комитет Совета рабочих и солдатских депутатов обнародовал воззвание:
Граждане, старые хозяева ушли, после них осталось огромное наследство. Теперь оно принадлежит всему народу. Граждане, берегите это наследство, берегите картины, статуи, здания, старые вещи, документы – все это ваша история, ваша гордость. Помните, что все это почва, на которой вырастает ваше новое народное искусство.
Как разрушительные действия со стороны государства, так и стихийный вандализм со стороны народных масс были движимы желанием обогатиться. Молодому государству требовалось золото для победы в гражданской войне и готовящейся мировой революции. Памятники культуры и искусства, продаваемые за границу, стали лёгким способом получения необходимых денежных средств и ресурсов. С целью получения максимальной прибыли был разработан ряд законов, запрещающих продажу ценностей частными лицами, а так же положивших начало национализации памятников, что позволило государству единолично изымать произведения искусства и сбывать их в страны Европы и США. К числу подобных законов относятся: Декрет СНК «О национализации внешней торговли» от 22 апреля 1918 г., Декрет СНК «О конфискации имущества низложенного российского императора и членов бывшего российского императорского дома» от 13 июля 1918 г. и другие, разработанные Петроградской Коллегией.
После революции началось необъяснимое. В Кремле один за другим рушили соборы. Был сломан Вознесенский монастырь 14 века, основанный женой Дмитрия Донского. Сломаны церковь Константина и Елены (16 век). Разобрано Красное крыльцо (17 век). Белокаменные львы, примыкающие к Грановитой палате, пошли на бут. Скорбный перечень стремительно возрастал.Корин П. Д., Отклик на Учредительный съезд Всероссийского общества 
охраны памятников «Комсомольская правда» 1966 г.
В сложившейся ситуации важную роль в сохранении культурного наследия играли отдельные энтузиасты из интеллигентской среды. Примером выдающегося борца за сохранение историко-культурного наследия России может послужить Н. Н. Померанцев. В 1918 году он был привлечён И. Э. Грабарём в Коллегию по делам музеев и охране памятников при Наркомпросе. Позднее, в том же году, становится заместителем Грабаря в Комиссии по учету памятников древнерусского искусства. С 1920-го года Н.Н. Померанцев становится хранителем архитектурных памятников Московского Кремля и хранитель серебра Оружейной палаты и созданного им Отдела древнерусской скульптуры. Так же, занимается спасением изъятых госорганами ценностей и определением их музейные коллекции. Так же занимался организацией и руководством 19-ти экспедиций по Русскому Северу и Центральной России. В период массового уничтожения памятников древнерусской архитектуры в 1920 – 1930-х гг. он боролся за их сохранение, за что был репрессирован. В ссылке продолжал вести реставрационную деятельность выявляя и описывая объекты культурного наследия. Прожив 95 лет, успел поучаствовать в послевоенных экспедициях под руководством И. Э. Грабаря  по выявлению, учету и вывозу на реставрацию памятников прошлого. Остаток жизни посвятил работе в реставрационной мастерской – ГЦХРМ.
Центральной фигурой реставрационной деятельности в постреволюционной России является Игорь Эммануилович Грабарь. В 1924 году он становится директором Центральных государственных реставрационных мастерских (ЦГРМ), организованных  на основе Всероссийской комиссии по сохранению и реставрации памятников живописи (26 мая 1918 г.). Мастерская просуществовала вплоть до 1934 года, когда было организовано «Дело Грабаря» и организация была ликвидирована. За годы работы было выявлено и спасено несколько сотен тысяч памятников истории и культуры. Были открыты ранее неизвестные произведения таких авторов, как: Феофан Грек, Андрей Рублев, Дионисий, Симон Ушаков и другие.
В ходе  Великой Отечественной Войны государство вновь нуждалось в специалистах по сохранению памятников культуры. Грабарь был назначен членом Государственной Комиссии по учету и охране памятников искусства и музейных собраний (7 июня 1942 года). Нехватка кадров необходимых для выполнения поставленных задач побудила к созданию в 1944 году Института истории искусства и охраны памятников Академии наук СССР, директором которого был назначен И. Э. Грабарь. Так же были организованы: ГЦХРМ для реставрации движимых памятников (картин, икон, скульптур, произведений прикладного искусства), реставрационные отделы в ведущих музеях СССР (Эрмитаж, Русский музей, Третьяковская галерея, Исторический музей,  ГМИИ им. А.С. Пушкина), Всесоюзная центральная научно-исследовательская лаборатория по консервации и реставрации произведений изобразительного искусства при Министерстве культуры СССР (1957 г.). Созданная система просуществовала на протяжении всей второй половины XX века. Наибольших успехов сообщество русских реставраторов достигло в 1970—1980-е годы, когда были проведены наиболее комплексные исследования и работы, отмеченные наградами внутри страны и за рубежом.

#### После 1991 года
В 90–е годы XX века реставрационная деятельность в России находилась на переходном этапе. Система построенная трудом специалистов во второй половине XX века перестала существовать и возникла необходимость разработки новых механизмов взаимодействия между реставратором, обществом, памятником и государством.
На данный момент существует ряд важных проблем, которые требуют решения в современной реставрационной практике в России:
- нехватка квалифицированных кадров
- применение новых материалов
- деятельность частных организаций
- объёмы финансирования
- деятельность неквалифицированных частных лиц

## Подходы к реставрации живописи

### Музейная реставрация
Под музейной реставрацией принято понимать комплекс мер, направленный на восстановление памятника истории и культуры, соблюдающий следующие принципы:
- минимальное вмешательство в структуру памятника
- использование обратимых материалов
- использование материалов не влияющих на визуальное восприятие памятника
- восполненные участки и фрагменты памятника должны визуально выделяться на фоне авторских
- детальное ведение сопутствующей документации

### Коммерческая реставрация
Под коммерческой реставрацией понимают комплекс мер, направленный на восстановление памятника истории и культуры, соблюдающий следующие принципы:
- удовлетворение потребностей заказчика
- индивидуальные требования к ведению документации
- различные степени вмешательства  в структуру памятника
- восполненные участки и фрагменты памятника могут имитировать разную степень сохранности произведения (в зависимости от потребностей заказчика)

## Основные положения реставрации
На сегодняшний день, реставрационная деятельность  регулируется:
- международным законодательством
- государственным законодательством
- негласными принципами реставрации

Некоторые международные документы, которые регулируют реставрационную деятельность:
- Венецианская хартия (1964 г.)
- Декларация принципов международного культурного сотрудничества (4 ноября 1966 г.)
- Флорентийская хартия (1981 г.)
- Нарский документ о подлинности (1994 г.)
- Всеобщая декларация о культурном разнообразии (2 ноября 2001 г.)
- Будапештская декларация о всемирном наследии
- Декларация ЮНЕСКО, касающаяся преднамеренного разрушения объектов всемирного наследия (17 октября 2003 г.)
- Венская декларация (2005 г.)

В России основным документом  регулирующим реставрационную деятельность является 73-ФЗ Федеральный закон об объектах культурного наследия (памятников истории и культуры) народов Российской Федерации.
При выполнении работ по восстановлению памятника истории и культуры реставратор обязан руководствоваться  рядом принципов:
- При восполнении утраченных фрагментов памятника не допускается захождение за границы утрат основы, грунта, красочного слоя и пр.
- При проведении реставрационных работ не допускается творческое вмешательство реставратора.
- Консервация является приоритетной задачей. Любое реставрационное вмешательство обосновывается и обсуждается на реставрационном совете.
- Реставрация недопустима без предварительного исследования памятника
- Проведение реставрационных работ должно сопровождаться ведением специальной документации с описанием всех этапов работ, применённых материалов и методик.
- Научность
- Историзм

## Реставрация различных типов живописи
Основные положения реставрации памятников живописи являются универсальными для всех типов живописи, однако в каждом отдельном направлении существуют свои индивидуальные особенности, на которые  реставратор так же обязан обращать внимание.

### Реставрация станковой живописи
Станковая живопись имеет особый статус в европейском искусстве, являясь одной из наиболее распространённых и востребованных форм художественного выражения. Произведения станковой живописи — это объекты движимого культурного наследия выполненные на неутилитарных основах (холст, дерево, металл, стекло и пр.).
При реставрации, как правило, произведения станковой живописи разделяют на подтипы на основании связующего, входящего в состав красок. К станковой живописи относится энкаустика, масляная станковая живопись , темперная станковая живопись и некоторые другие (например, акварельные работы относят, как к живописи, так и к графике).
При поступлении на реставрацию памятник подробно визуально исследуется. На основании полученных данных составляется описание состояния памятника при поступлении на реставрацию. Реставратор в первую очередь  обращает внимание на:
- тип памятника (картина, икона, итд.)
- конструкционные особенности (форма основы)
- материал основы ( подрамник и холст, деревянная доска, металл и тд.)
- соответствие или несоответствие материалов и конструкции основы реставрационным требованиям
- материалы и состояние сохранности грунта
- материалы и состояние сохранности красочного слоя
- материалы и состояние сохранности покрывного слоя
- особенности техники исполнения
- графология
- следы предыдущих  реставрационных вмешательств, следы поновлений

Так же даётся  подробное описание иконографии и иконологии, проводится стилистический анализ произведения (композиция, колорит, свет, сравнительный анализ и др.)
На следующем этапе проводится ряд дополнительных исследований, в число которых могут входить:
- исследование в ультрафиолетовом излучении
- исследование в инфракрасном излучении
- исследование в рентгеновском излучении
- анализ состава грунта
- газовая хроматография
- исследования под микроскопом

После проведения всех необходимых исследований, составляется представление о памятнике и его истории, исходя из которого, проводятся первые мероприятия по консервации (антисептирование, применение инсектицидов, ощелащивание кислотных средств на основе pH-анализа и пр.).

#### Реставрация произведений на холсте
Не существует  универсального алгоритма действий для реставрации всех произведений на холсте и подрамнике, однако большинство памятников станковой масляной живописи проходят через следующие этапы:
- обеспыливание произведения
- открытое укрепление грунта и красочного слоя
- наложение профилактической заклейки
- снятие холста с авторского подрамника
- удаление стойких поверхностных загрязнений с оборотной стороны произведения
- восполнение утрат холста
- дублирование холста
- дублирование кромок холста
- растяжка холста на рабочем подрамнике
- устранение деформаций холста
- устранение прорывов хослта
- сложное укрепление грунта и красочного слоя
- подведение реставрационного грунта в места его утрат
- регенерация лакового покрытия
- растяжка картины на экспозиционном подрамнике
- покрытие картины защитным слоем лака
- тонирование в местах утрат авторского красочного слоя
- реконструкция утраченных фрагментов изображения
- и др[51][52].

Все эти и другие этапы реставрационного процесса предварительно согласовываются с квалифицированными членами реставрационной комиссии. На протяжении выполнения работ ведется рабочая документация.

#### Реставрация живописи на деревянной основе
Для памятников станковой живописи, выполненных на деревянной основе так же существует свод рекомендованных операций по консервации и реставрации. Стоит ли прибегнуть к той или иной методике решает художник-реставратор совместно с реставрационной комиссией.
- удаление оклада
- обеспыливание
- открытое укрепление
- наложение профилактической заклейки
- удаление стойких поверхностных загрязнений с оборотной стороны
- восполнение утрат древесины
- тонирование восполненых участков древесины
- вощение торцов и оборота
- сложное укрепление грунта и красочного слоя
- подведение грунта в места его утрат
- тонирование утрат авторского красочного слоя
- реконструкция утраченных фрагментов изображения
- покрытие защитным лаковым слоем
- и др[53].

### Реставрация монументальной живописи
Порядок реставрации произведений монументальной живописи включает несколько этапов, согласно ГОСТ Р 55653-2013:
- Предварительное исследование для выявления степени сохранности произведения и составления разрешительной документации.
- Проведение противоаварийных работ (в случае необходимости)
- Исследование произведения и подготовка научно-реставрационной документации.
- Консервация.
- Реставрация, которая предполагает два основных этапа: раскрытие подлинника и приведение произведения к экспозиционному виду.

Для определения объёмов работ проводятся натурные обследования и обмеры произведения. Результаты сводятся в ведомость объёмов работ, которая согласовывается с заказчиком и передаётся для составления сметы.
Сдача и приём завершённых реставрационных работ осуществляются руководителем работ, реставрационной комиссией и представителями органов охраны объектов культурного наследия. По итогам составляется акт или протокол с оценкой профессионального уровня выполненной реставрации.

### Реставрация театрально-декоративной живописи
Опытный художник-декоратор (сценограф) обладает навыками пейзажной живописи, фигуративной живописи, способен создавать оптические иллюзии и имитации отделки, а также универсален в работе с различными материалами. Художник-декоратор также может обладать навыками работы со скульптурой, штукатуркой, позолотой.
Ввиду подобного разнообразия техник и материалов, реставрация памятников театрально-декоративного искусства представляется сложным комплексным процессом. В отдельных случаях для проведения работ создается специальное оборудование, отвечающая запросам объекта реставрации.
С мая по октябрь 2023 года в Третьяковской галерее были проведены работы по реставрации декорации «Половецкие пляски» Николая Рериха к балету Александра Бородина «Князь Игорь». Размеры полотна составляют 23 на 10 метров. Для восполнения утрат основы использовалось льняное полотно XIX века идентичное авторскому. Проводились масштабные работы по укреплению авторской живописи. Для облегчения работы реставраторов было сконструировано специальное устройство, с валами и станиной, размером более 10 метров.
Данное реставрационное направление очень востребовано и активно развивается, разрабатываются новые материалы и методики.

### Реставрация миниатюры
Некоторые особенности реставрации миниатюры можно рассмотреть на примере восстановления памятника XIV века «Поклонение волхвов».
Реставрация миниатюры размером 29,8 × 41,2 см² проводилась Щукиной Е. в Государственном Русском музее. Сведения о бытовании памятника были получены лишь в 1990-м году, когда было установлено, что произведение относилось к собранию М. П. Погодина. Сравнительный анализ показал, что миниатюра относится к Сийскому Евангелию — изначально украшало внутреннюю сторону кожаной обложки, из-за чего на оборотной стороне памятника были обнаружены остатки кожи и водорастворимого клея, утратившего свои свойства. Для устранения разрывов основы применялась японская бумага (20 г/м²). Для устранения деформаций основы применяли специально разработанные методики без применения прямого контакта памятника с водой.